# IC 303
IC 303 је елиптична галаксија у сазвјежђу Еридан која се налази на листи објеката дубоког неба у Индекс каталогу.
Деклинација објекта је - 11° 41' 22" а ректасцензија 3h 12m 40,8s. Привидна величина (магнитуда) објекта IC 303 износи 15,2 а фотографска магнитуда 16,2. IC 303 је још познат и под ознакама NPM1G -11.0122, PGC 962881.